# Stazione di Rimini Miramare
La stazione di Rimini Miramare è una fermata ferroviaria ubicata lungo la ferrovia Bologna-Ancona, presso la località Miramare di Rimini.

## Movimento
La stazione è servita da treni regionali svolti da Trenitalia Tper nell'ambito del contratto di servizio stipulato con la regione Emilia-Romagna.
A novembre 2019, la stazione risultava frequentata da un traffico giornaliero medio di circa 203 persone (102 saliti + 101 discesi).

## Servizi
La stazione è classificata da RFI nella categoria bronze.
La stazione dispone di:
- Biglietteria automatica

## Interscambi
Nelle adiacenze della fermata sono presenti fermate dalla rete di trasporto pubblico su gomma esercita da Start Romagna mediante alcune autolinee e la filovia Rimini-Riccione, che nel 1939 aveva sostituito la preesistente tranvia extraurbana.
- Bus Rapid Transit (Metromare)
- Fermata autobus